# Taphozous mauritianus
Taphozous mauritianus é uma espécie de morcego da família Emballonuridae.
Pode ser encontrada na África do Sul, Angola, Benim, Botswana, República Centro-Africana, Chade, República do Congo, República Democrática do Congo, Costa do Marfim, Guiné Equatorial, Etiópia, Gabão, Gâmbia, Gana, Madagáscar, Malawi, Maurícia, Moçambique, Namíbia, Nigéria, Quénia, Reunião, São Tomé e Príncipe, Senegal, Serra Leoa, Seychelles, Somália, Essuatíni, Sudão, Tanzânia, Togo, Uganda, Zâmbia e Zimbabwe.
Os seus habitats naturais são: savanas áridas e savanas húmidas.